# Estranhos no Paraíso

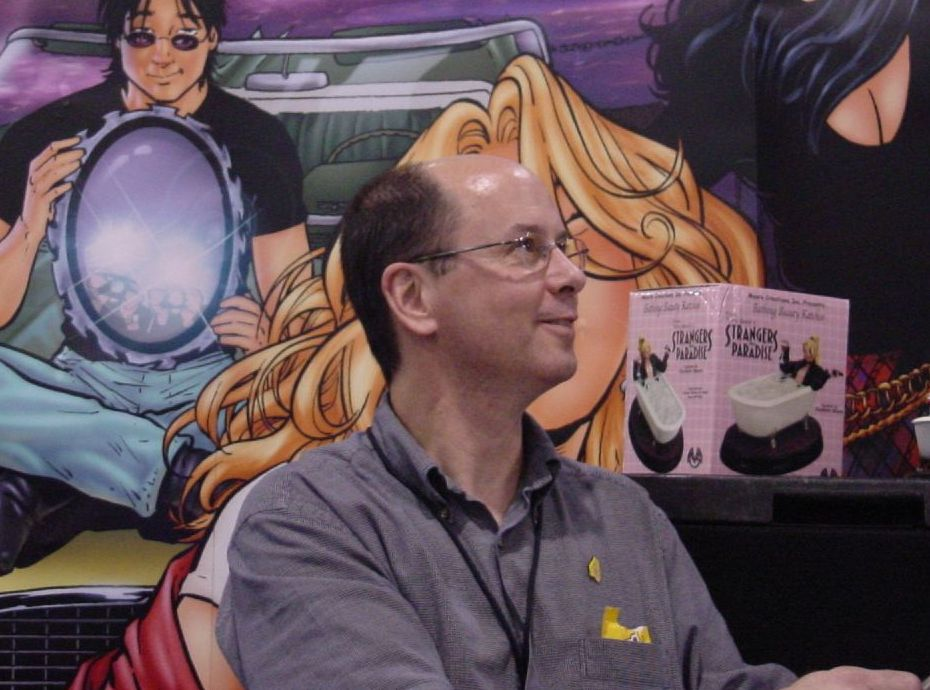
Terry Moore, criador de Strangers in Paradise, na Heroes Convention 2006 em Charlotte, Carolina do Norte

Estranhos no Paraíso (no original em inglês, Strangers in Paradise) é uma série de revistas em quadrinhos criada por Terry Moore e publicada através de diferentes editoras entre 1993 e 2006, mas majoritariamente pelo próprio Moore, através de sua editora "Abstract Studios". Caracteriza-se como uma comédia romântica, e foi bem-recebida pela crítica e pelo público durante toda a sua publicação, sendo indicada ao Eisner Award em mais de uma oportunidade. O primeiro "volume" da série foi uma minissérie em três edições, publicada pela Antartic Press. Para dar continuidade à série, Moore publicou de forma independente o segundo "volume" da série, que teve 14 edições adicionais. O terceiro volume foi publicado inicialmente pela Image Comics de forma colorida pelas seis primeiras edições, algo inédito para a série. Posteriormente, o próprio Moore voltaria a assumir a publicação da série, com edições em preto-e-branco. Essa terceira fase da série teve 90 edições no total.